# Ernest Lundeen
Ernest Lundeen (ur. 4 sierpnia 1878, zm. 31 sierpnia 1940) – amerykański prawnik i polityk.

## Rodzina i edukacja
Lundeen urodził się i wychował w gospodarstwie swojego ojca w Brooklyn Township w hrabstwie Lincoln niedaleko Beresford w Terytorium Dakoty. Jego ojciec, C.H. Lundeen, był miejscowym pionierem, któremu przypisuje się nazwanie Brooklyn Township oraz pomoc w założeniu szkoły i innych znajdujących się tam instytucji. Większość braci i sióstr Ernesta Lundeena zmarła podczas epidemii błonicy w latach osiemdziesiątych XIX wieku. W 1896 rodzina Lundeena przeprowadziła się do Harcourt w stanie Iowa, a następnie do Minnesoty. Ernest ukończył Carleton College w Northfield w Minnesocie w 1901 roku, a następnie studiował prawo na University of Minnesota Law School. W 1906 został przyjęty do palestry.

## Kongres
Lundeen służył w armii Stanów Zjednoczonych podczas wojny amerykańsko-hiszpańskiej. W latach 1911–1914 zasiadał w Izbie Reprezentantów Minnesoty. Następnie jako republikanin był członkiem Izby Reprezentantów Stanów Zjednoczonych z Minnesoty od 4 marca 1917 do 3 marca 1919 roku podczas kadencji 65. Kongresu. Był jednym z 50 przedstawicieli, którzy głosowali przeciwko wypowiedzeniu wojny Niemcom 6 kwietnia 1917. Przez ten wybór stracił nominację do następnych prawyborów republikańskich w 1918 roku, które przegrał z Walterem Newtonem. Następnie w latach 1933–1937 był członkiem Izby Reprezentantów podczas 73. i 74. Kongresu z ramienia partii Minnesota Farmer-Labor Party.
W 1934 podczas 73. Kongresu Lundeen złożył ustawę o ubezpieczeniu na wypadek bezrobocia robotników (Workers' Unemployment Insurance Bill). Zawierała ona program ubezpieczeń dla bezrobotnych i ubezpieczeń społecznych stworzony w 1930 i popierany przez Komunistyczną Partię przez kilka następnych lat. Komunistyczna Partia zebrała znaczne poparcie dla tej ustawy. Poparcia udzielili m.in. związkowcy i państwowe federacje związkowe. Ustawa zyskała wparcie liberałów, którzy nie byli zadowoleni z mniej hojnej i bardziej radykalnej ustawy Wagnera-Lewisa (która stała się ustawą o ubezpieczeniach społecznych). Z pomocą Lundeena komisja Komitetu Pracy wysłuchała zeznań 80 świadków na temat potencjalnych korzyści z przyjęcia tej ustawy oraz problemów osób bezrobotnych. Wielu członków tej komisji było komunistami. Znalazł się w niej również przewodniczący Partii Komunistycznej, Earl Browder. Ustawa została zaakceptowana w Komisji Pracy niewielką większością głosów, następnie jednak odrzucona przez kierownictwo izby, które nie chciało dopuścić do żadnej konkurencji z ustawą Wagnera-Lewisa.

## Praca senatorska
Lundeen został wybrany do Senatu Stanów Zjednoczonych w 1936 roku jako członek Farmer-Labor Party. Służył od 3 stycznia 1937 w 75. i 76. Kongresie aż do śmierci. Początkowo jego sympatie do komunistów nie uległy zmianie: w 1936 senator elekt Lundeen przemawiał na spotkaniu „Przyjaciół Związku Radzieckiego” w Madison Square Garden, zwracając się do nich per towariszczi („towarzysze”). Pozostał jednak izolacjonistą i został później potępiony przez partię jako reakcjonista.
Jego izolacjonistyczne poglądy sprawiły, że zaczął sympatyzować z nazistowskimi Niemcami. Miał bliskie powiązania z George'em Sylvesterem Viereckiem, czołowym nazistowskim agentem w USA. Viereck często korzystał z biura Lundeena i „czasami dyktował przemówienia dla Lundeena, bezpardonowo używał telefonów senatora, aby uzyskać materiały od Hansa Thomsena z [niemieckiej] ambasady”.
14 czerwca 1939 roku Lundeen dołączył do delegacji cywilnej na pokładzie niszczyciela typu Sims USS Hammann podczas próby morskiej u wybrzeży Fire Island. Okręt osiągnął maksymalną prędkość 40 węzłów, zatrzymał się całkowicie w 58 sekund, a następnie popłynął wstecz z prędkością 20 węzłów. Lundeen powiedział, że to doświadczenie było „niesamowite”, a ten test pokazał, że amerykańscy projektanci okrętowi „nie muszą się nikomu kłaniać”.

## Śmierć i śledztwo FBI
31 sierpnia 1940 Lundeen był pasażerem lotu 19 linii Pennsylvania Central Airlines, lecącego z Waszyngtonu do Detroit. Samolot rozbił się po południu w pobliżu Lovettsville w stanie Wirginia. Wszystkie 25 osób na pokładzie zginęło. Na pokładzie byli także agent specjalny FBI, drugi pracownik FBI i prokurator z Wydziału Kryminalnego Departamentu Sprawiedliwości USA.
W 2022 Rachel Maddow wydała serię podcastów zatytułowaną Ultra, w których badała współudział Lundeena w operacjach wywiadowczych i propagandowych nazistowskich Niemiec w USA w okresie bezpośrednio poprzedzającym przystąpienie Ameryki do II wojny światowej. W chwili śmierci Lundeena FBI badało jego powiązania z Viereckiem, czołowym nazistowskim szpiegiem pracującym w USA w celu szerzenia prohitlerowskiej i antysemickiej propagandy.
Po śmierci Lundeena jego żona Norma próbowała oczyścić imię męża, zatajając prawdę przed pracownikami FBI i dziennikarzami. W ciągu 2 dni od katastrofy odwiedziła biuro zmarłego męża na Kapitolu, żeby zabrać dokumenty łączące go z Viereckem. W ciągu następnego roku dziennikarze różnych stacji radiowych i gazet powiązali Lundeena z Viereckiem i propagandą nazistowską. Norma Lundeen, chcąc zablokować publikację tych wiadomości, występowała publicznie w audycjach radiowych, oczerniając dziennikarzy zajmujących się tą kwestią, grożąc też procesem sądowym jednemu z dziennikarzy radiowych. Podczas śledztwa prowadzonego przez Williama Maloneya złożyła fałszywe zeznania, według których zabrała dokumenty łączące Vierecka z Lundeenem, ale w międzyczasie zaginęły one podczas włamania do ich domu. Później dokumenty te odnalazły się w rodzinnym archiwum Lundeenów.